# Elvis Kafoteka
Elvis Kafoteka (* 17. ledna 1978, Lilongwe, Malawi) je fotbalový obránce a reprezentant Malawi, který v současné době hraje v rwandském klubu Armée Patriotique Rwandaise FC.

## Klubová kariéra
Elvis Kafoteka, rodák z Lilongwe, hrál kopanou v Malawi za klub CIVO United. Poté odešel v roce 2007 do Hongkongu do klubu Hong Kong Rangers FC, kde strávil pouze jednu sezónu a pak se vrátil do vlasti, tentokrát však do klubu ESCOM United FC. Od ledna 2010 hraje ve Rwandě za Armée Patriotique Rwandaise FC (platí k lednu 2014).

## Reprezentační kariéra
V seniorské reprezentaci Malawi debutoval v roce 2005. Zúčastnil se Afrického poháru národů 2010 v Angole, kde se tým Malawi střetl v základní skupině A postupně s Alžírskem (výhra 3:0), domácí Angolou (porážka 0:2) a reprezentací Mali (porážka 1:3). Na turnaji odehrál všechny tři zápasy a v utkání proti Alžírsku jednou skóroval. Malawi obsadilo ve skupině se ziskem 3 bodů nepostupové čtvrté místo.